# Johann Fugger der Ältere

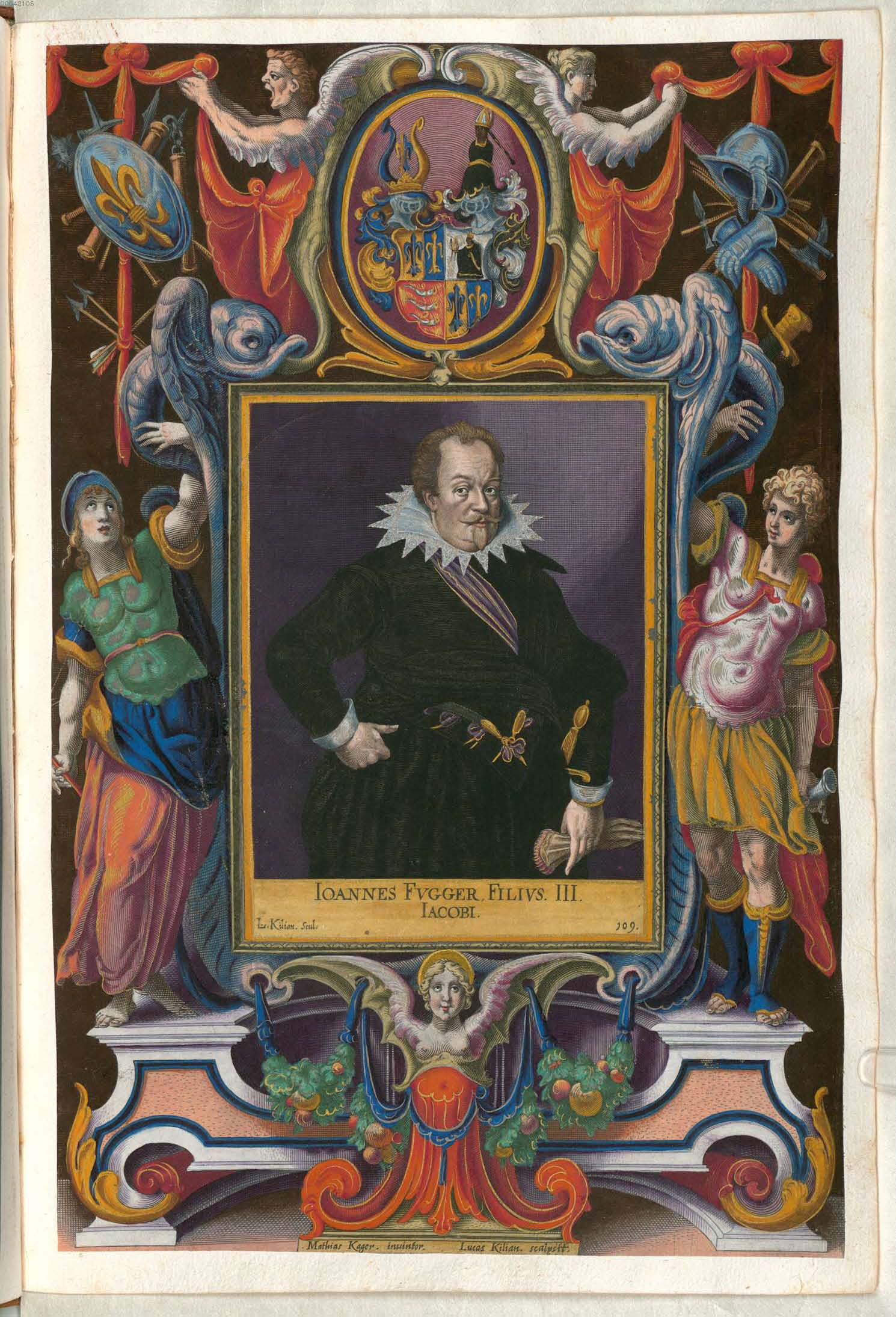
Johann Graf Fugger der Ältere aus Fuggerorum et Fuggerarum imagines des Dominicus Custos

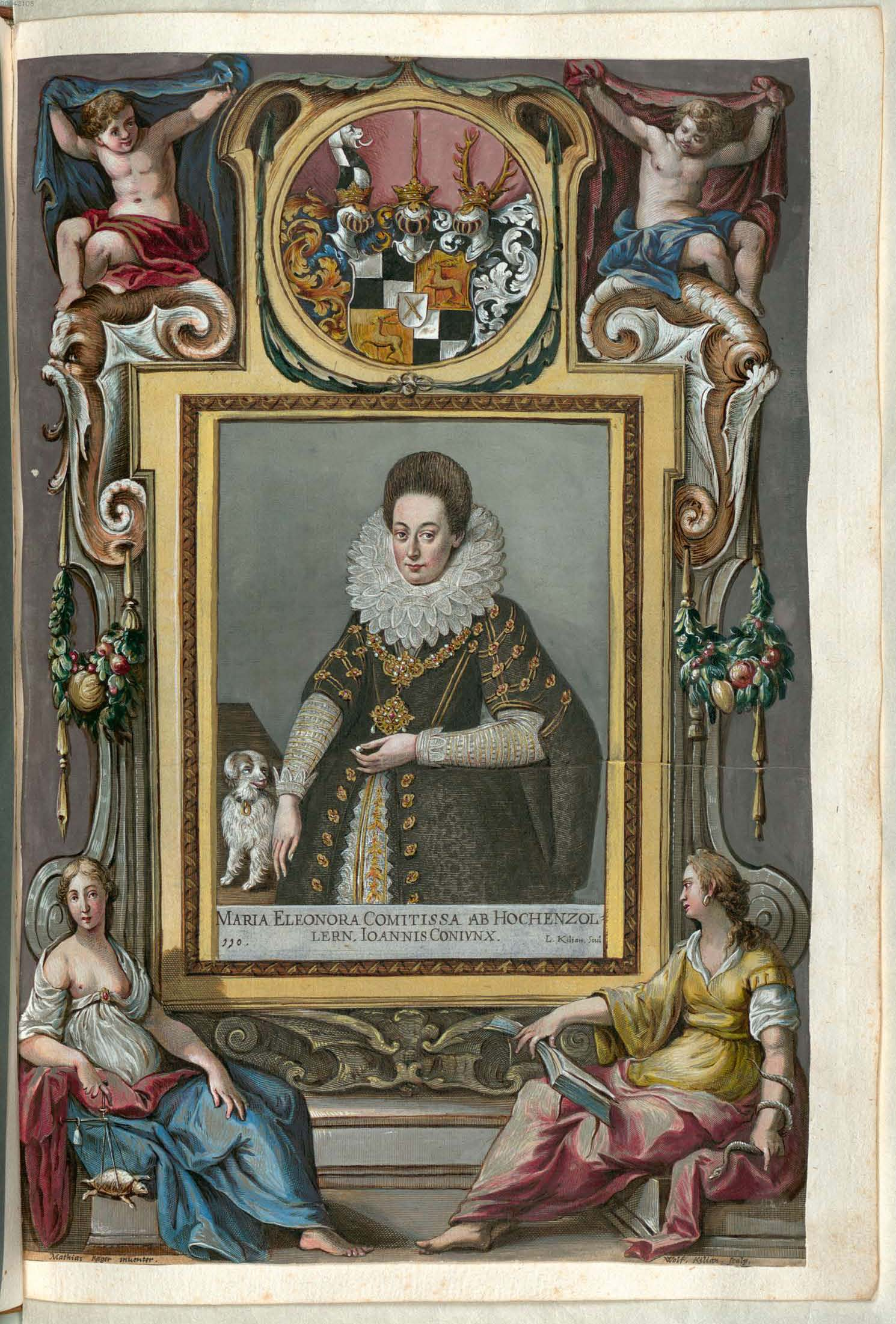
Ehefrau Maria von Hohenzollern

Johann Graf Fugger der Ältere, auch Hans (* 1. Juni 1583; † 28. April 1633 in Telfs), aus der Familie der Fugger war Kaufmann und Grundbesitzer sowie Herr auf Schloss Babenhausen und Boos.
Johann war Sohn von Jakob III. Fugger und der Anna Ilsung. Nach dem Tode seines Vaters 1598 verwaltete er unter anderem die Herrschaften Babenhausen und Boos. 1620 kam es zur Teilung der Herrschaften und kurz darauf zum Tausch. Sein Bruder Maximilian (1587–1629) wurde Herr zu Babenhausen, Johann Herr zu Boos.
Jakob war seit 1605 mit Maria Gräfin von Hohenzollern (1586–1668) verheiratet. Sie hatten folgende Nachkommen:
- Jakob Graf Fugger (1606–1632)
- Maria Eleonore Freiin Fugger (1607–1607)
- Maria Anna Gräfin Fugger (1608–1649)
- Maria Katharina Gräfin Fugger (1609–1685)
- Maria Euphrosina Gräfin Fugger, Nonne in Kloster Holzen (1610–1630)
- Maria Jakobäa Gräfin Fugger, Priorin im Katharinenkloster Augsburg (ca. 1611–1693)
- Maria Sibylla Gräfin Fugger, Nonne im Katharinenkloster Augsburg (1612–1632)
- Johann Franz Graf Fugger, Herr zu Babenhausen (1613–1668)
- Maria Margareta Gräfin Fugger, Nonne in Holzen, dann Inzigkofen (1614–1656)
- Karl Freiherr Fugger (1615–1615)
- Maria Maximilliana Gräfin Fugger, Subpriorin in Holzen (1616–1687)
- Johann Graf Fugger, Herr zu Boos, Heimertingen, Pless und Leder (1618–1663)